# 데니스 버나드

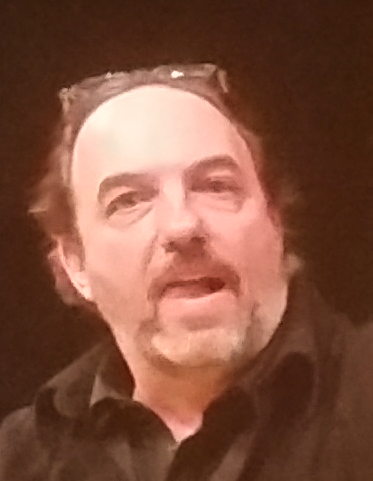

데니스 버나드(Denis Bernard, 1957년 12월 6일 ~ )는 캐나다의 배우, 영화 프로듀서, 텔레비전 배우이다.

## 영화
- 모닝 포 안나 (2010년)
- 인생의 필수품 (2008년)
- 파리 (1999년)
- 고백 (1995년)
- 내 사랑 페니 (1982년)